# Gros ventres
Los gros ventres (del francés, «gros ventre», que en español significa barriga grande) son una tribu de nativos americanos ubicados en la parte norcentral de la actual Montana, también conocidos como los «atsina», que se considera un nombre inexacto y despectivo. En la actualidad hay 3.682 miembros y comparten la reserva india de Fort Belknap («Fort Belknap Indian Reservation») con los assiniboine, sus enemigos históricos.

## Etimología
Gros ventres fue el nombre que le dieron los franceses que malinterpretaron su lenguaje de señas. Los gros ventres se refieren a sí mismos como «A'ani» o «A'aninin», que significa «pueblo arcilla blanca». 
Atsina se piensa que es una palabra de los pies negros para «pueblo barriga»; los arapahos, que los consideraban inferiores, los llamaban «Hitúnĕna», en el sentido de «mendigos». Se han dado otras interpretaciones, con términos como «hambre», «cascada», y «gran vientre».

## Historia
Los arapaho y los «A'anini»n eran una única gran tribu que vivían a lo largo del valle del río Rojo del Norte, en el norte de la actual Minnesota y en Canadá. A principios del siglo XVIII la gran tribu se dividió en dos, formando los «A'aninin», que permanecieron en la región de Saskatchewan, y los arapaho, que fueron al sur.
En el momento del primer contacto con los europeos en 1754, los gros ventres ocupaban las praderas canadienses de las fuentes del río Saskatchewan. Durante mucho tiempo enemigos de los cree y los assiniboines, los gros ventres se vieron obligados a retirarse de lo que hoy es Canadá durante la primera mitad del siglo XIX, debido a que los cree comenzaron a tener armas adquiridas a los comerciantes de la Compañía de la Bahía de Hudson. En respuesta, los gros ventres atacaron y quemaron, alrededor de 1793, el puesto de la Compañía en South Branch House, en el río Saskatchewan Sur, cerca del actual St. Louis (Saskatchewan). La tribu se trasladó hacia el sur hasta el río Milk y se asociaron con los indios pies negros. Los gros ventres adoptaron la cultura de las llanuras, con sus caballos y armas de fuego, y seguían al bisonte como fuente de alimentos.
´Cuando se negaron a recibir los pagos de los tratados de Fuerte Peck, junto con sus enemigos, los sioux, el gobierno de los EE. UU. estableció Fuerte Belknap en 1878, cerca de la actual Chinook (Montana). En 1888, los pies negros, assiniboines y gros ventres cedieron gran parte de sus tierras y se estableció una reserva mucho más pequeña, la Reserva Fort Belknap («Fort Belknap Indian Reservation») que los gros ventres comparten con los assiniboines.
En 1904 había solamente 535 miembros de la tribu. El actual gobierno de la reserva tiene un consejo formado por cuatro funcionarios y cuatro miembros de cada tribu.